# Petar Anđelović
Fra Petar Anđelović (Brčko, 9. prosinca 1937. – Sarajevo, 14. siječnja 2009.) bio je ugledni bosanski franjevac, publicist, provincijal Franjevačke provincije Bosne Srebrene za vrijeme zadnjeg rata u Bosni i Hercegovini.

## Život
Rođen je u Boću kod Brčkog 1937. Osnovnu školu završio je u rodnom mjestu (1945. – 1949.), gimnaziju u Visokom (1949. – 1955., 1956. – 1958.), novicijat u Kraljevoj Sutjesci, filozofsko-teološki studij u Sarajevu (1960. – 1964.) i Fuldi (1964. – 1966.) te studij publicistike u Münsteru (1972. – 1975.). Za svećenika je zaređen 1964. Bio je kapelan u Essenu (1966. – 1972.). U Bosnu se vratio krajem 1975. te službovao kao tajnik Provincije Bosne Srebrene (1976. – 1982.), župnik u Zenici (1982. – 1985.) i gvardijan u samostanu sv. Ante u Sarajevu (1985. – 1991.; 2000. – 2003.). Biran je za definitora Provincije (1973. – 1976.) i provincijala (1991. – 2000.). Od 2003. do smrti vršio je službu provincijskog asistenta Franjevačkog svjetovnog reda. Bio je član Glavnog odbora Helsinškog komiteta za ljudska prava BiH.
Obolivši od ciroze jetre, preminuo je 14. siječnja 2009. u samostanu na Bistriku.

## Rad i priznanja
Kao gimnazijalac i student isticao se nastupima literarnog sadržaja na sjednicama Serafske imakulate i zbora Jukić. Studij publicistike usmjerio ga je da se bavi pitanjima i problemima korištenja suvremenih sredstava komuniciranja u naviještanju evanđelja. U vrijeme boravka u Njemačkoj surađivao je u essenskom listu Ruhrwort i još nekim drugim periodičkim publikacijama, a od tuzemnih u Dobrom Pastiru (1966.), Bosni Srebrenoj (1969., 1971., 1973., 1976., 1981., 1984., 1987.), Jukiću (1972., 1980.), reviji Nova et vetera (1980., 1982., 1986.), Kani i Svjetlu riječi od 1983. Bio je urednik provincijskog glasila Bosna Srebrena (1976. – 1982.).
Objavio je i nekoliko knjiga od kojih svakako treba spomenuti:
- Mi ostajemo (Zagreb, 1995)
- Vjerni Bogu vjerni Bosni (Sarajevo, 2000)
- Bosanski franjevci na pragu trećega tisućljeća (Sarajevo, 2003)
- Stvarnost(i) okom vjernika (Sarajevo, 2004)
- Franjevačka karizma u 26 slika (Sarajevo, 2006)
- Fratar i njegova Bosna (Sarajevo, 2007)

Za svoj rad primio je mnoga društvena priznanja među kojima su:
- Zlatna plaketa Lige humanista
- Menschenrechtspreis njemačke zaklade Friedrich Ebert (1997)
- Priznanje od asocijacije Antonietta Labisi iz Italije (2000)
- Nagrada Sloboda Međunarodnog centra za mir iz Sarajeva za doprinos humanizmu, borbi za ljudska prava i slobodu u BiH, Europi i svijetu (2003)
- Šestoaprilska nagrada Grada Sarajeva (2004)
- Povelja Saveza logoraša BiH
- Orden Danice hrvatske s likom Katarine Zrinske (koji mu je 2007. dodijelio predsjednik Republike Hrvatske Stjepan Mesić)
- Nagrada Udruženja izdavača i knjižara BiH za najboljeg autora u 2007. godini